# Camping di famiglia
Camping di famiglia (Der Camping Clan) è un programma televisivo di genere reality di produzione tedesca. In Italia è stato trasmesso su DMAX il 24 luglio 2024.

## Trama
Nella serie vengono raccontate le dinamiche interne e le sfide che la famiglia Groß deve affrontare per gestire il campeggio Himmelreich a Caputh, in Germania.
Il patriarca Roger Groß, dopo aver gestito il campeggio per molti anni, ha deciso di ritirarsi e ne ha lasciato la gestione ai suoi due figli, William e Maximilian. I due, durante gli episodi, si confronteranno costantemente tra di loro per apportare migliorie al campeggio e modernizzarlo, con l’intento di attrarre sempre più clienti.
Oltre al potenziamento delle strutture e dei servizi, all’interno della serie si vedranno diverse dinamiche familiari, incluse le inevitabili tensioni e i momenti di collaborazione che trasmetteranno la realtà, l’impegno e la passione che c’è dietro a questo progetto. La famiglia Groß lavorerà per garantire un’esperienza piacevole e soddisfacente per tutti i suoi visitatori, e affronterà allo stesso tempo eventuali problemi e richieste particolari poste dai clienti.
I due fratelli, che gestiranno le operazioni di routine, la manutenzione delle strutture e le attività ricreative offerte agli ospiti, si renderanno conto di quanto effettivamente sia difficile gestire un’attività del genere in un settore così competitivo. Dovranno affrontare anche una serie di sfide a livello imprenditoriale come la gestione finanziaria, il marketing e la pianificazione a lungo termine del campo.

### Il camping Himmelreich
Il campeggio Himmelreich, situato nella meravigliosa natura del Brandeburgo, si trova sulle rive del lago Schwielowsee. La struttura si estende su 9,8 ettari e mette a disposizione dei clienti 350 posti auto, 120 posti barca, un ristorante e un panificio interno.
Nel corso degli anni il signor Groß, padre dei due protagonisti del reality, ha sviluppato diverse infrastrutture, tra cui un cantiere navale, un deposito invernale per le barche, un nuovo lavatoio e un nuovo ristorante. Ha organizzato vari eventi, avviato servizi disponibili 24 ore su 24 per gli ospiti e aggiornato il sito web del campo. Tra questi progetti c’è anche la baia sud del campeggio, che offre delle piazzole fronte lago con accesso esclusivo e indisturbato all’acqua, permettendo ai visitatori di iniziare la giornata in modo rilassato.
Negli ultimi tre anni, oltre 3.000 ospiti hanno scelto di soggiornare nel campeggio durante l’Oktoberfest, attratti dalle proposte gastronomiche di alto livello. Il festival, nato nel 1810 per celebrare il matrimonio del principe ereditario Ludovico di Baviera con la principessa Teresa di Sassonia-Hildburghausen, si svolge ancora oggi per tre fine settimana all’anno, tra la fine di settembre e l’inizio di ottobre.

## Edizioni
| Stagione       | Episodi | Prima TV Germania | Prima TV Italia |
| -------------- | ------- | ----------------- | --------------- |
| Prima stagione | N.D.    | 2024              | 2024            |